# Stan wewnętrzny
Stan wewnętrzny – polski film psychologiczny (obyczajowy) z 1983 roku w reżyserii Krzysztofa Tchórzewskiego.

## Obsada
- Krystyna Janda − żeglarka Ewa Jaskólska
- Jadwiga Jankowska-Cieślak − Agata
- Janusz Gajos − Jakub Jasiński, komandor jachtklubu Stoczni Gdańskiej
- Jan Englert − Jerzy, konstruktor łodzi, były mąż Ewy
- Marian Opania − dziennikarz Maciek Szumiński
- Kazimierz Wysota − Krzyś, młody członek jachtklubu
- Jerzy Moes − Musiała, dyrektor TV Gdańsk
- Bogusław Augustyn − pracownik Radia Gdynia
- Ewa Błaszczyk − kobieta przeszukiwana na ulicy
- Andrzej Szaciłło

## Muzyka
- Lech Brański
- Zbigniew Hołdys
- Wykonanie muzyki:
  - Tomasz Bielski
  - Lech Brański
  - Jerzy Czekalla
  - Bogdan Kulik
  - muzycy I Ching:
    - Zbigniew Hołdys
    - Wojciech Morawski
    - Andrzej Nowicki
    - Wojciech Waglewski

## Zdjęcia
- Gdańsk